# Elaeosticta transitoria
Elaeosticta transitoria là một loài thực vật có hoa trong họ Hoa tán. Loài này được (Korovin) Kljuykov, Pimenov & V.N.Tikhom. mô tả khoa học đầu tiên năm 1978.